# August Wilhelm Henschel
August Wilhelm Eduard Theodor Henschel (Breslavia, 20 de diciembre de 1790 - ibíd. 24 de julio de 1856) fue un médico, botánico, e historiador alemán, conocido por su obra sobre la historia de la medicina y la Escuela Médica Salernitana.

## Biografía

### Educación
Henschel fue educado en el colegio médico y quirúrgico en Breslavia, el Ober Collegium medico-chirurgicum en Berlín, y en Universidaes de Heidelberg y de Breslavia (en 1813 Medicinae Doctor). Ejerció la medicina en Breslavia de 1813 a 1816, y en el último año fue nombrado  Privatdozent  en patología en la universidad de esa ciudad.
En 1829, Henschel, de origen judío, abrazó el cristianismo.

### Académico y obra
En 1820, Henschel publicó su primera obra importante Von der Sexualität der Pflanzen (De la sexualidad de las plantas), con la taxonomía de Linneo, que atrajo una considerable atención en el mundo de la ciencia. Fue designado profesor asistente en su  alma mater  en 1821, y en 1832 profesor de anatomía, fisiología y patología.
Henschel es conocido por sus investigaciones sobre la historia de la medicina, cuyos resultados se publicaron en la revista médica "Janus, Zeitschrift für Geschichte und der Medizin Litteratur" de Breslavia, entre 1846 a 1849. Y pueden mencionarse sus otras obras:  Vertheidigung der Natur des entzuendlichen croups (en Anton Ernst Ludwig Horn "' 'Archivs für Medizinische Erfahrungen' '" 1813);  Commentatio de Aristóteles Botanico et Philosopho , Breslavia, 1824;  Über Einige Schwierigkeiten in der Patología der Hundswuth , Breslavia, 1829;  Zur Geschichte der Medicin in Schlesien  Breslavia, 1837;  Das Medicinische Doctorat, Sena Sena Nothwendigkeit und Reforma , Breslavia, 1848.

## Obra
- Schlesiens wissenschaftliche Zustände im vierzehnten Jahrhundert; ein Beitrag insbesondere zur Geschichte der Medicin 104 p. 3 eds. entre 1850 a 1967

- Clavis Rumphiana botanica et zoologica: accedunt vita G.E. Rumphii, Plinii indici, specimenque materiae medicae Amboinensis, 3 eds. en 1833

- Von der Sexualität der Planzen, 644 p. 1820

- Commentatio de Aristotele botanico philosopho by August Wilhelm Eduard Theodor Henschel, 4 eds. en 1824

- Vita G. E. Rumphii, Plini indici: accedunt specimen materiae Rumphianae medicae clavisque herbarii et thesauri Amboinensis, 2 eds. en 1833

- De Aristotele botanico philosopho, 2 eds. en 1823

- Zur Geschichte der Medicin in Schlesien. 1ª emisión, Die vorliterärischen Anfänge, 123 p. 3 eds. entre 1837 a 1967

- Hippokrates: Eine Vorlesung, gehalten in der Schlesischen Gesellschaft für vaterländische Cultur zu Breslau. 43 p. 1840

- Synopsis chronologica scriptorum medii aevi medicorum ac physicorum quae codicibus bibliothecarum Vratislaviensium continentur, 3 eds. en 1847

- De praxi medica Salernitana commentatio: cui praemissus est Anonymi Salernitani de adventu medici ad aegrotum libellus e Compendio Salernitano saec. XII. MSS. editus, 1850

- Antonio Krocker ... Summos In Medicina Et Chirurgia Honores Halis Ante Haec Decem Lustra Initos A. D. XIII. Cal. Novembr. A. MDCCC Gratulatur Universitatis Literarum Vratislaviensis Ordo Medicorum Interprete A. G. E. Th. Henschel : Inest 1. Anonymi Salernitani De Adventu Medici Ad Aegrotum Libellus Ex Compendio Salernitano Saec. XII M. S. Editus; 2. Commentatio De Praxi Medica Salernitana Compendio Et Libello Isto Maxime Illustrata, 1850

- Praemissae sunt de bibliothecarum Vratislaviensium codicibus manuscriptis medii aevi medicis ac physicis observationes generales, 1847

- Inest synopsis chronologica scriptorum medii aevi medicorum ac physicorum quae codicibus bibliothecarum Vratislaviensibus continentur, 1847

- coautores Salvatore de Renzi, Charles Victor Daremberg. Collectio Salernitana: ossia documenti inediti, e trattati di di medicina appartenenti alla scuola medica Salernitana, 5 v. Tipografia del Filiatre-Sebezio, Naples, 1852 (Google Libros)

- Crato von Kraftheim's Leben und ärztliches Wirken 59 p. 1853

- La abreviatura «Hensch.» se emplea para indicar a August Wilhelm Henschel como autoridad en la descripción y clasificación científica de los vegetales.[2]